# Черчилль, Арабелла
Арабелла Черчилль (23 февраля 1648 — 30 мая 1730) — любовница герцога Йоркского и будущего короля Англии Якова II Стюарта, мать его четырёх детей.

## Биография
Арабелла была дочерью сэра Уинстона Черчилля (1620—1688) и Элизабет Дрейк. Старшая сестра знаменитого английского полководца Джона Черчилля, 1-го герцога Мальборо.
Черчилли были ярыми сторонниками королевской династии Стюартов. Её отец Уинстон Черчилль во время Гражданской войны в Англии сражался на стороне роялистов против мятежного парламента.
В 1665 году Арабелла Черчилль начала встречаться с Яковом Стюартом (1633—1701), герцогом Йоркским, младшим братом и наследником короля Англии Карла II Стюарта (1660—1685). В это время герцог Йоркский был женат на Анне Хайд (1637—1671), от брака с которой имел 8 детей, из которых выжили только две дочери, Мария и Анна. При жизни герцогини Йоркской Арабелла Черчилль родила от своего любовника двух детей: Генриетту (1667) и Джеймса (1670).
В 1672 году герцог Йоркский, овдовевший после смерти Анны Хайд, вторично женился на принцессе Марии Моденской (1658—1718), от которой у него было четыре дочери и два сына.
Арабелла Черчилль обладала находчивостью и живым интеллектом, в течение десяти лет находилась в связи с герцогом Йоркским, родив от него четырёх детей:
- Генриетта Фитцджеймс (1667—1730), 1-й муж с 1683 года Генри Уолдгрейв (1661—1689), 1-й барон Уолдгрейв (1686—1689), 2-й муж с 1689 года Пирс Батлер (1652—1740), 3-й виконт Галмой (1667—1697) и 1-й граф Ньюкасл (1692—1740)
- Джеймс Фитцджеймс (1670—1734), 1-й герцог Бервик (1687—1695, 1695—1734), маршал Франции
- Генри Фитцджеймс (1673—1702), 1-й герцог Альбемарль (1696—1702)
- Арабелла Фитцджеймс (1674—1704), монахиня

После 1674 года Арабелла Черчилль вышла замуж за полковника Чарльза Годфри (1648—1714). Они прожили долгую и счастливую жизнь в течение сорока лет. В браке у них родилось трое детей:
- Фрэнсис Годфри (? — 1712)
- Шарлотта Годфри (1679—1754), муж с 1700 года Хью Боскавен (ок. 1680—1734), 1-й виконт Фалмут (1720—1734)
- Элизабет Годфри, муж с 1702 года Эдмунд Дун (1657—1719)